# Walraven I van Brederode
Walraven I van Brederode (Santpoort, ca. 1370/73 – Gorinchem, 1 december 1417) was burggraaf van Stavoren (1400-1401), heer van Brederode (1402-1417), graaf van Gennep (1413-1417) en stadhouder van Holland (1416-1417).

## Levensloop
Brederode was een zoon van Reinoud I van Brederode en Jolanda van Gennep.
Walraven nam in 1396 deel aan de strijdtochten tegen de West-Friezen, onder leiding van Albrecht van Beieren. Walraven werd op 8 september 1400 tot burggraaf van Stavoren uitgeroepen, maar legde zijn functie even later weer neer. Dit kwam mede door de vele aanvallen van de Friezen op Stavoren en Walraven werd daarbij gevangen genomen. Werd daarna op borgtocht vrijgelaten, maar opnieuw weer gevangen genomen en wist daarna uit het venster van zijn gevangenis te ontsnappen en keerde terug naar Holland (1401).
In 1402 kreeg hij het heerschap van Brederode overgedragen van zijn broer Jan I van Brederode, die ervoor koos om een vroom leven te leiden in het klooster te Zelem. 
Hetzelfde jaar nam hij deel aan het Beleg van Gorinchem onder Willem VI van Holland een onderdeel van de Arkelse oorlogen. Hij werd er gevangengenomen door de heer van Arkel, hij werd in 1409 vrijgelaten om zijn vrijlatingssom bij elkaar te verzamelen, hij koesterde een enorme wrok tegen Jan V van Arkel, die hem al die jaren had opgesloten. Walraven werd pas in 1414-15 echt van zijn gevangenschap verlost. Op 11 augustus 1414 huwde hij met Johanna van Vianen, een dochter van Hendrik II van Vianen; door dit huwelijk verkreeg hij de titel van heer van Vianen, Ameide en Herlaar. Hij nam deel aan de raad van de graaf van Holland en kreeg na de dood van Willem VI van Holland tijdelijk de functie van stadhouder.
In 1417 begon de Kabeljauwse beweging (zie Hoekse en Kabeljauwse twisten), onder leiding van Willem van Arkel een nieuw Beleg van Gorinchem. Brederode snelde met een leger naar de stad om die te ontzetten, maar in de nauwe straatjes werd hij getroffen door een pijl en overleed. Hij werd begraven in Vianen.

### Graaf van Gennep
Jolanda van Gennep overleed in 1413 en Walraven erfde samen met zijn broers Jan en Willem het klein graafschap van Gennep in Limburg. Ze kregen dit als deel erfgoed, maar omdat hun moeder nog een schuld had van ruim 12000 Franse kronen en deze werd voldaan door hun zwager Johan II van Loon-Heinsberg, werd het een vierkoppig deel graafschap. Daarbij zou Johan van Loon Heinsberg het graafschap erven na de dood van de broers. Van Loon was gehuwd met de jongere zus van Jolanda, Margriet van Gennep. De bezittingen waren het stadje Gennep, huize Ten Hage, Kasteel Gennep en het tolhuis aan de Maas.

### Schedel van Walraven
In 1953 tijdens de renovatie van de Grote kerk van Vianen werd het familiegraf van Brederode onderzocht door de rijksdienst van oudheidkunde en bodemonderzoek. De schedel van Walraven werd gevonden met een flinke opening in het schedeldak. De burgemeester Govert Bastiaan Pellikaan was onder de indruk van de vondst en bewaarde het als een soort relikwie in zijn werkkamer. Daarna verdween de schedel voor velen jaren en bleef het een mysterie binnen Vianen waar het object zou zijn. In 2004 werd de schedel terug gevonden in een wijnkelder van een huis in Vianen en in 2005 terug geplaatst in de grafkelder van de Grote kerk.

## Opvolging
Uit het huwelijk van Brederode met Johanna van Vianen werden minstens drie kinderen geboren.
- Reinoud II van Brederode (1415-1473), opvolger
- Gijsbrecht van Brederode (1417-1475), bisschop van Utrecht
- Walravina van Brederode (1418-1460), huwde met Geraard van Broeckhuysen

## Voorouders
| Voorouders van Walraven I van Brederode (1370-1417) | Voorouders van Walraven I van Brederode (1370-1417)                                  | Voorouders van Walraven I van Brederode (1370-1417)                                  | Voorouders van Walraven I van Brederode (1370-1417)                                  | Voorouders van Walraven I van Brederode (1370-1417)                                  | Voorouders van Walraven I van Brederode (1370-1417)                              | Voorouders van Walraven I van Brederode (1370-1417)                              | Voorouders van Walraven I van Brederode (1370-1417)                              | Voorouders van Walraven I van Brederode (1370-1417)                              |
| --------------------------------------------------- | ------------------------------------------------------------------------------------ | ------------------------------------------------------------------------------------ | ------------------------------------------------------------------------------------ | ------------------------------------------------------------------------------------ | -------------------------------------------------------------------------------- | -------------------------------------------------------------------------------- | -------------------------------------------------------------------------------- | -------------------------------------------------------------------------------- |
| Overgrootouders                                     | Willem van Brederode (1278-1316) ∞ Elisabeth van Kleef (-)                           | Willem van Brederode (1278-1316) ∞ Elisabeth van Kleef (-)                           | Reinoud van Valkenburg (1280-1333) ∞ Maria van Boutershem (ca. 1287 - na 1325)       | Reinoud van Valkenburg (1280-1333) ∞ Maria van Boutershem (ca. 1287 - na 1325)       | ? (-) ∞ ? (–)                                                                    | ? (-) ∞ ? (–)                                                                    | ? (-) ∞ ? (–)                                                                    | ? (-) ∞ ? (–)                                                                    |
| Grootouders                                         | Dirk III van Brederode (1308-1377) ∞ Beatrix van Heinsberg en Valkenburg (1316-1353) | Dirk III van Brederode (1308-1377) ∞ Beatrix van Heinsberg en Valkenburg (1316-1353) | Dirk III van Brederode (1308-1377) ∞ Beatrix van Heinsberg en Valkenburg (1316-1353) | Dirk III van Brederode (1308-1377) ∞ Beatrix van Heinsberg en Valkenburg (1316-1353) | Jan II van Gennep (1320-) ∞ Johanna Both van der Eem (1325-1360)                 | Jan II van Gennep (1320-) ∞ Johanna Both van der Eem (1325-1360)                 | Jan II van Gennep (1320-) ∞ Johanna Both van der Eem (1325-1360)                 | Jan II van Gennep (1320-) ∞ Johanna Both van der Eem (1325-1360)                 |
| Ouders                                              | Reinoud I van Brederode (1336-1390) ∞ Jolanda van Gennep van der Eem (1353-1423)     | Reinoud I van Brederode (1336-1390) ∞ Jolanda van Gennep van der Eem (1353-1423)     | Reinoud I van Brederode (1336-1390) ∞ Jolanda van Gennep van der Eem (1353-1423)     | Reinoud I van Brederode (1336-1390) ∞ Jolanda van Gennep van der Eem (1353-1423)     | Reinoud I van Brederode (1336-1390) ∞ Jolanda van Gennep van der Eem (1353-1423) | Reinoud I van Brederode (1336-1390) ∞ Jolanda van Gennep van der Eem (1353-1423) | Reinoud I van Brederode (1336-1390) ∞ Jolanda van Gennep van der Eem (1353-1423) | Reinoud I van Brederode (1336-1390) ∞ Jolanda van Gennep van der Eem (1353-1423) |